# جان کانلیف
جان کانلیف (انگلیسی: John Arthur Cunliffe; ۱۶ ژوئن ۱۹۳۳ – ۲۰ سپتامبر ۲۰۱۸) پدیدآور، مجری اهل بریتانیا بود. وی بین سال‌های ۱۹۸۱ تا ۲۰۱۸ میلادی فعالیت می‌کرد.
جان کانلیف، خالق شخصیت عروسکی تلویزیونی پت پستچی بود. اولین سری از این مجموعه در سال ۱۹۸۱ پخش شد و مجموعه انیمیشنی آن در بیش از ۵۰ کشور جهان پخش شده‌است.